# 粗長鱸
粗長鱸，為輻鰭魚綱鱸形目鱸亞目鮨科的其中一種，分布於西太平洋的新幾內亞海域，棲息深度24-250公尺，體長可達6.7公分，生活在外海礁坡，為底棲性魚類，屬肉食性，生活習性不明。

## 擴展閱讀
維基物種上的相關：粗長鱸